# Gibraltar na Mistrzostwach Świata w Lekkoatletyce 2015
Gibraltar na Mistrzostwach Świata w Lekkoatletyce 2015 – reprezentacja Gibraltaru podczas Mistrzostw Świata w Pekinie liczyła 1 zawodnika, który nie zdobył medalu.

## Występy reprezentantów Gibraltaru
| Konkurencja            | Zawodnik     | Runda 1  | Runda 1 | Półfinał | Półfinał | Finał    | Finał   |
| Konkurencja            | Zawodnik     | Rezultat | Pozycja | Rezultat | Pozycja  | Rezultat | Pozycja |
| ---------------------- | ------------ | -------- | ------- | -------- | -------- | -------- | ------- |
| Bieg na 200 m mężczyzn | Jerai Torres | 22,77 SB | 53.     | NQ       | NQ       | NQ       | NQ      |